# 15005 Guerriero
15005 Guerriero este o planetă minoră (asteroid), cu un diametru de 8,545 km, din centura de asteroizi. A fost descoperită pe 7 decembrie 1997 la stazione osservativa di Asiago Cima Ekar⁠(d) de Maura Tombelli⁠(d) și a fost numită după Luciano Guerriero⁠(d). 
Obiectul prezintă o orbită caracterizată de o semiaxă mare de 3,170438 UAi, o excentricitate de 0,16, o înclinație de 5,8783 ° în raport cu ecliptica.